# Paul Bernardelli
Paul Karl Gustav Bernardelli, auch Bernadelli, (geboren 27. April 1870 in Schwerin, Mecklenburg-Schwerin; gestorben 8. November 1953 in Wiesbaden) war ein deutscher Maler, Zeichner, Kunstgewerbler und Lehrer.

## Leben

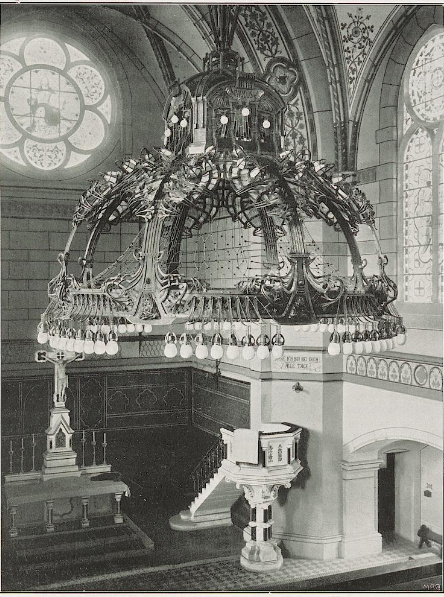
Kronleuchter Magdeburg (1904)

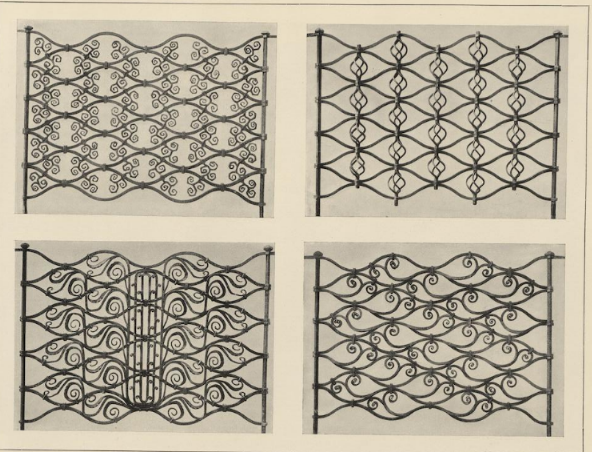
Kölner Werkbundausstellung (1914)

Paul Bernardelli studierte in München. Er war ab 1896 als Lehrer an der Kunstgewerbe- und Handwerkerschule Magdeburg tätig. Er entwarf 1903 einen achtseitigen Glockenkronleuchter für elektrisches Licht für die Magdeburger Pauluskirche, der auf der Weltausstellung 1904 in St. Louis gezeigt wurde. Er folgte 1911 seinem Magdeburger Schulrektor Emil Thormählen an die Kölner Werkschulen und war dort bis 1932 Leiter der Entwurfsklasse für Malerei, Mode-, Akt- und wissenschaftliches Zeichnen. Gustav E. Pazaurek würdigte seinen Entwurf für mehrere Schmiedeeisengitter, die 1914 auf der Kölner Werkbundausstellung Teil des „Kölner Hauses“ von Ludwig Paffendorf waren.
Sein Sohn Harro Bernardelli (1906–1981) studierte Wirtschaftswissenschaft, emigrierte 1934 aus dem nationalsozialistischen Deutschland nach England und war ab 1948 Ökonomieprofessor in Neuseeland.